# 원수부

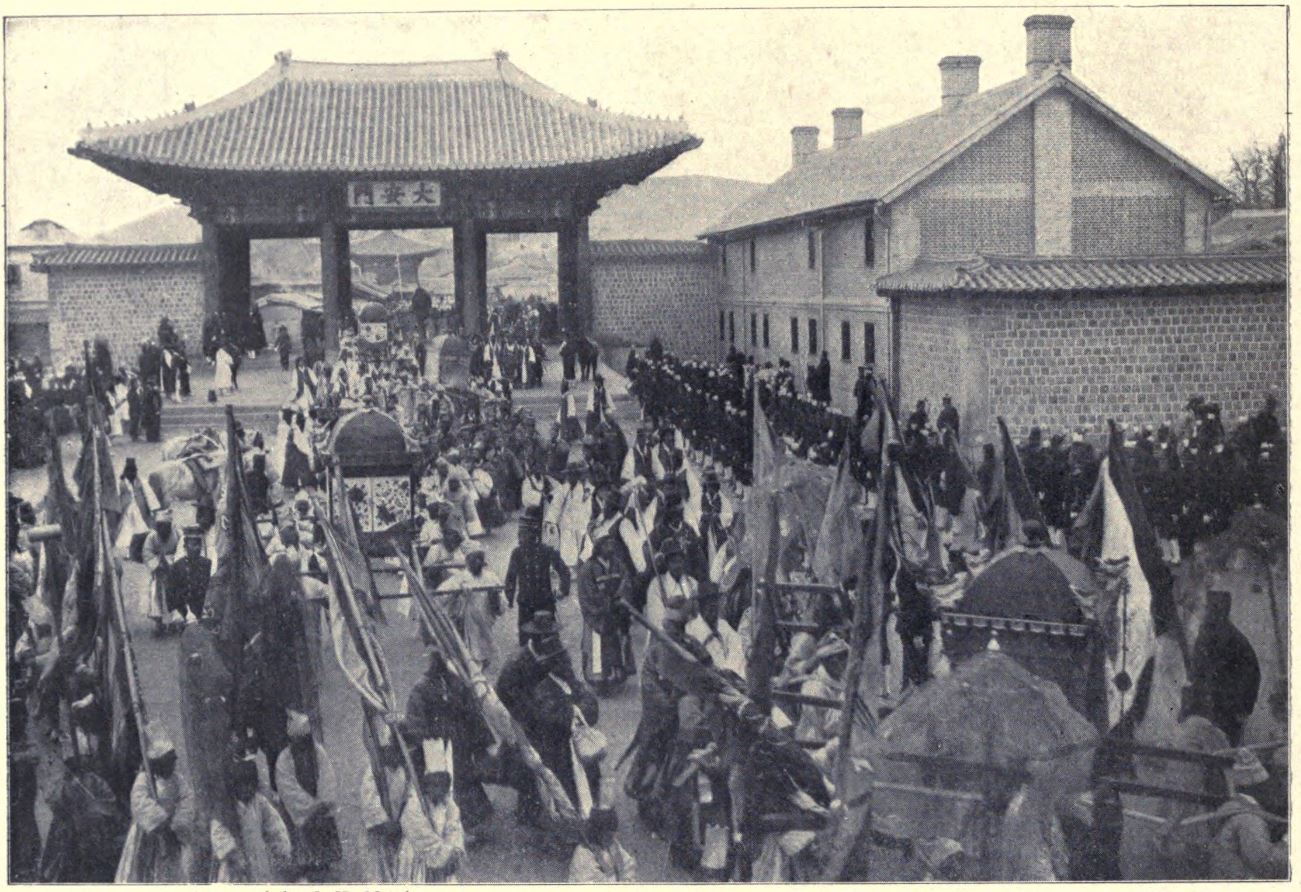
대안문을 나서는 고종황제의 행렬. 우측에 조적조 중층의 원수부 건물이 보인다. 1899년 제임스 헨리 모리스 촬영.

원수부(元帥府)는 1899년에 대한제국 고종이 군수권을 강화하기 위해 세운 군통수권 기관이다. 국방, 용병과 군사에 관한 명령을 황제가 내리고 군부 및 경외의 여러 곳 군대를 지휘 감독하였다.

## 개요
1897년 10월 12일 대한제국 선포 후 근대적 개혁을 꾀하면서 황제는 대원수로, 황태자는 원수로서 육·해군을 통솔하기 위해 1899년 황궁 내에 설치했다. 대원수가 국방·용병·군령을 장악하고 군부와 경외(京外) 각 대를 지휘·감독하게 하여 모든 군권을 직속에 두는 것이었다. 원수부의 설치로 군부대신의 실권이 없어지고, 군대편성·교육기관·충원계획 등 군부의 권한이 원수부로 이관되었다. 원수부 아래에는 2개 연대 병력의 친위대와 시위대를 두어 도성을 방어하게 했고, 경호대는 궁궐 안에 배치해 임금의 경호 임무를 맡겼다. 그와 함께 헌병, 포병, 공병, 치중병, 군악대를 창설해 완전한 신식 군대 편제를 갖추었다.
그러나 1904년 일제는 러일전쟁에서 승리한 후, 그해 9월 24일 군제개혁을 통해 원수부를 명목상의 관제로 격하시켰고, 같은 해 말 완전히 폐지해버렸다. 이후 일제는 원수부가 장악했던 모든 군령·군정권을 군부로 넘긴 데 이어, 군부의 각 국보다 대신관방(大臣官房)의 비서과에 권한을 더 많이 부여하여 고문관의 군권 장악을 쉽게 했다.

## 산하 관청

### 군무국
군무국은 장관을 총장에 위임하여 군막의 군기를 도와 기획하며 다음의 사무를 관장한다.
1. 인보상장에 관한 사항이다.
2. 군사에 관한 조칙과 공문을 군부와 각 부대에 발포하는 사항이다.
3. 국방과 군사 동원, 그리고 평화, 전쟁 두 시기의 군대 편성에 관한 사항이다.
4. 전투 준비와 군비 지급에 관한 사항이다.
5. 육해공군 대학교와 육지와 바다의 측량에 관한 사항이다.
6. 군부와 각 부대의 일기와 보고를 접수하여 개략을 초록하여 아뢰는 사항이다.

속원은 부장 2원, 영관 국원 6원, 위관 하사 10인으로 구성되어 있다.

### 검사국
검사국은 장관을 국장에 위임하여 군막의 군기를 도와 계획하며 다음의 사무를 관장한다.
1. 군사에 관한 상사, 승서, 천전과 징계에 관한 사항이다.
2. 각 병학교의 교육에 관한 사항이다.
3. 각 부대 소속 장교의 근만을 심사하는 사항이다.

속원은 부장 1원, 영관 국원 4원, 위관 하사 8인으로 구성되어 있다.

### 기록국
기록국은 장관을 국장에 위임하여 다음의 사무를 관장한다.
1. 군사에 관한 조칙과 문부, 도서 등 보존에 관한 사항이다.

속원은 국원 2원, 위관 하사 4인으로 구성되어 있다.

### 회계국
회계국은 장관을 국장에 위임하여 다음의 사무를 관장한다.
1. 군사에 관한 경비의 예산 결산에 관한 사항이다.
2. 회계와 조사와 인가, 퇴환에 관한 사항이다.

속원은 부장 1원, 영관 국원 3원, 위관 하사 8인으로 구성되어 있다.

## 복장

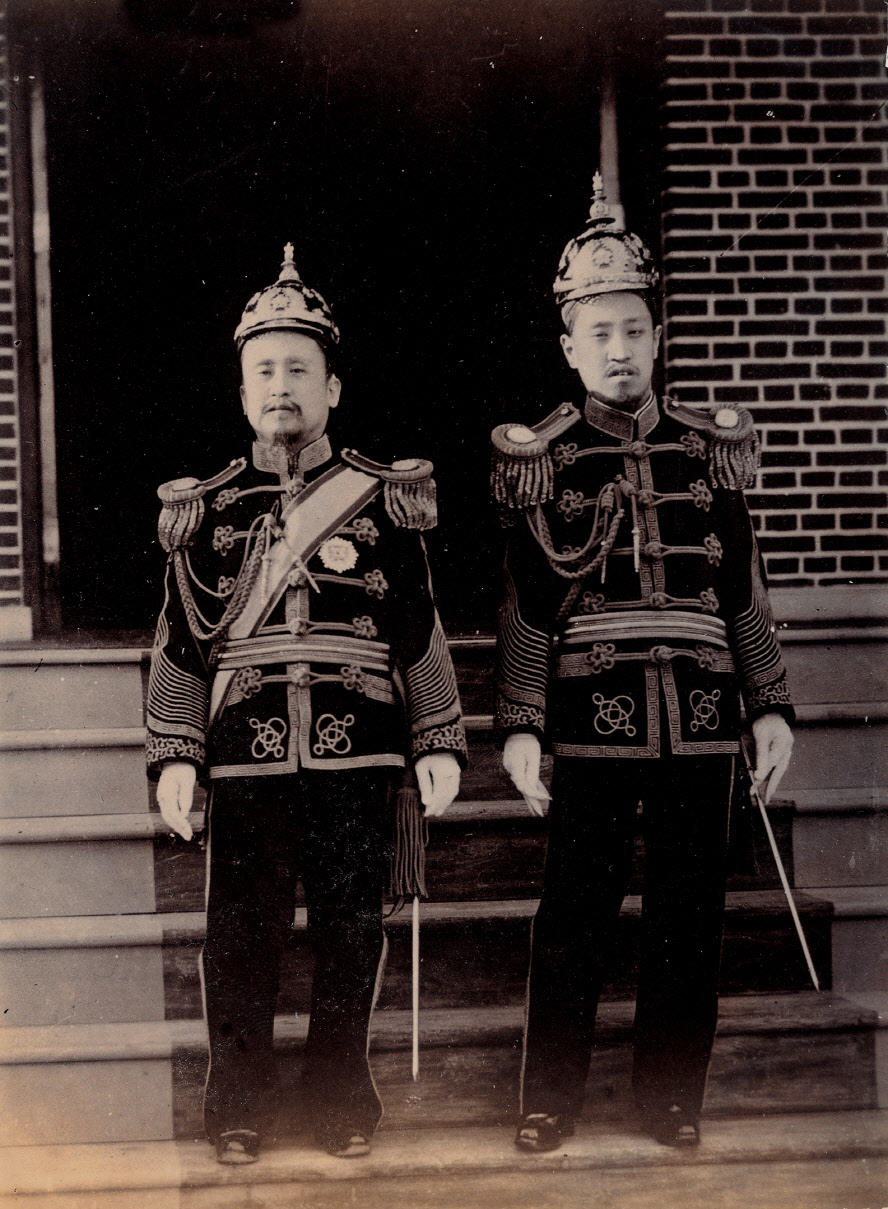
대원수로서 예복을 입은 고종과 원수로서 예복을 입은 황태자 시절의 순종

원수부에 속한 무관의 복장 규정은 다음과 같다.
1. 모자는 어용 모자와 동일한 양식으로 하되 품계 표지 만 계급에 따른다.
2. 견장은 어용 견장과 동일 양식으로 하되 위관은 수가 없다.
3. 식대는 장관은 황색에 은사로 이화를 가식하고 영위관은 황색만 쓴다.
4. 식서는 장관, 영관, 위관이 일체 패용한다.
5. 본조에 규정한 것 외에는 육군 복장 규칙에 의한다.

## 역대 대원수
- 대한제국 고종
- 대한제국 순종

## 같이 보기
- 대한제국

## 참고 문헌
- 이 문서에는 다음커뮤니케이션(현 카카오)에서 GFDL 또는 CC-SA 라이선스로 배포한 글로벌 세계대백과사전의 내용을 기초로 작성된 글이 포함되어 있습니다.